# Сефевидо-венецианские отношения
Сефевидо-венецианские отношения — двусторонние отношения между Сефевидским государством и Венецианской республикой.

## История
Дипломатические отношения между Венецианской республикой и Сефевидской империей начались с зарождением государства. Этому способствовали бывшие связи с Ак-Коюнлу против Османов. Венеция нуждалась в поддержке сильных сухопутных войск, а Сефевиды надеялись получить артиллерию, в то время как венецианский флот мог создавать диверсии на побережьях Анатолии. Попытки создать антиосманский военный альянс оставались постоянной темой в отношениях между Сефевидами и Венецией вплоть до конца XVII века, но были и другие проблемы. Со временем значение Сефевидо-венецианской торговли росло (основными товарами были шёлк, венецианское стекло и предметы роскоши), и сохранившиеся документы показывают, что оба государства неоднократно искали защиты у своих собственных торговцев, а также предлагали то же самое иностранным торговцам. Кроме того, начиная самое позднее с середины XVII века, венецианский сенат написал несколько рекомендательных писем от имени армян-католиков Сефевидской империи и иностранных миссионеров.
Марин Санудо упомянул шаха Исмаила I в своем дневнике ещё в 1501 году. В 1502 году Венеция поручила греку из Константинополя Костантино Ласкари задачу сбора информации о новом правителе страны. Ласкари не смог встретиться с шахом Исмаилом, но он увидел союзника последнего, самозванца Караманида, которого он заверил в желании Венеции поддержать его в борьбе с общим врагом, Османами. В 1505 году другой посланник Караманидов, доставивший письмо от шаха к дожу, посетил венецианского консула в Дамаске, который впоследствии отправил копию письма в Венецию. Сообщение было получено в городе в течение следующего года. В 1508 году венецианского губернатора греческого города Нафплион посетил посланник Сефевидов, переодетый в одежду дервиша. Первые сефевидские послы прибыли в Венецию в марте и мае 1509 года. Однако он прибыл всего за несколько месяцев до катастрофического поражения венецианцев при Аньяделло во время войны Камбрейской лиги. Следовательно, посол получил от республики выражения привязанности и доброй воли к шаху, но никакой военной поддержки. В 1510 году мамлюкские власти в Сирии арестовали Николо Сурье, который возвращался из Сефевидской империи с письмами от шаха, адресованными венецианскому правительству и некоторым его представителям в Леванте. Все эти контакты, а также другие, имевшие место во время правления шаха Исмаила, имели одну общую черту: желание или надежду создать военный союз против Османов. Однако Чалдыранская битва, смерть шаха Исмаила и венецианская политика умиротворения по отношению к Османам привели к затишью в отношениях между двумя государствами.
Дипломатическая деятельность возобновилась, как только в 1537 и 1570 годах разразились новые османско-венецианские войны. В 1539 году Венеция отправила Мишеля Мембре к Сефевидам. В 1570 году настала очередь Винченцо дельи Алессандри и сефевидского торговца Хаджи Али Тебризи, которые отправились в Казвин по отдельности. Никому из них не удалось заручиться военной помощью Сефевидов, но два итальянских посланника оставили важные отчеты о своих миссиях. В свою очередь, Сефевиды снова обратили свой взор на Венецию после того, как в 1578 году на них напали османы. Два года спустя торговец Хаджи Мухаммед прибыл в Венецию в качестве посланника шаха Мухаммеда Худабенде. Он сообщил дожу и Сенату, что Сефевиды снова находится в состоянии войны с Османами, и обратился за  «моральной поддержкой» к республике. Хаджи Мухаммед был радушно принят и отпущен с добрыми словами, но он не добился никакого практического результата. Венеция подписала мирный договор с Османами в 1573 году, и время для новой войны было неподходящим. Последним посланником Сефевидов, прибывшим в Венецию в XVII веке, был другой торговец, Асад-бек, который прибыл в город в 1600 году. Он был первым из серии купцов-дипломатов, посланных шахом Аббасом I в последующие десятилетия.
|                                                 |
| Хусейнали-бек Баят и Джованни Франческо Сагредо |

За ним последовали венецианец Анджело Градениго в 1602 году, Фатхи-бек и Мухаммед Эмин-бек в 1603 году, армяне Хаджи Киракос и Хаджи Сафар в 1609—1610 года, Аладдин Мухаммед и Хаджи Шахсевер в 1613 году. Этот последний вернулся в Венецию в 1622 году вместе с другими торговцами — все они назывались «герекьяракан-е хассе-йе шарифе». Однако два посла Сефевидов, отправленные в Венецию в этот период, Энтони Шерли и Хусейнали-бек Баят, не были уполномочены въезжать в город и предъявлять свои верительные грамоты и письма дожу в 1601 году. Контакты между шахом и венецианской семьёй Сагредо начались задолго до 1608 года, когда шах Аббас I назначил венецианского консула в Алеппо Джованни Франческо Сагредо (дядю Альвизе) сефевидским консулом в сирийском городе. Три года спустя, в 1611 году, он назначил Джованни Франческо своим собственным генеральным прокурором в городе Венеция и во всем венецианском государстве. Вероятно, в 1626 году Альвизе Сагредо, который занимал пост вице-консула во время правления своего собственного дяди, написал шаху Аббасу I о возможности отправки своего собственного агента Альвизе Паренте к Сефевидам для торговли. Шах ответил в 1627 году, пригласив Альвизе лично отправиться в страну и свободно торговать. Сенат санкционировал поездку Сагредо в 1629 году, и он покинул Венецию в том же году, не зная, что шах Аббас I тем временем умер. В Алеппо ему пришлось ждать новых верительных грамот на имя шаха Сефи I и сефевидского паспорта. В конце концов он уехал из Сирии в Венецию. То, что со стороны Сефевидов существовал реальный интерес к венецианскому торговому присутствию в стране, подтверждается тем фактом, что шах Сефи упомянул Альвизе Сагредо в письме, которое он отправил дожу через Али Бали. В этом письме шах повторил приглашение своего деда Сагредо отправиться в Персию и начать торговлю, «подобную торговле англичан и голландцев».
В 1634 году Венецию посетил Али Бали, который объявил о восшествии на престол шаха Сефи I. Он был последним мусульманином, которого послали в качестве посланника от двора Сефевидов к Венецию. Однако начало Критской войны спровоцировало венецианское дипломатическое наступление на Сефевидов. Именно в том же году республика направила Джованни Тьеполо своим послом к королю Польши. В следующем году Тьеполо передал письмо сената, адресованное шаху, доминиканскому отцу Антонио да Фиандре, который должен был сопровождать польского посланника Ежи Ильича ко двору Сефевидов. В 1646 году венецианское правительство также направило к шаху другого эмиссара, купца Доменико де Сантиса, который следовал по маршруту Алеппо. В ноябре 1647 года настала очередь отца Фердинандо Джоэриды — католического священника и родственника первой жены Пьетро делла Валле отправиться из Венеции. Отец Антонио предстал перед Коллегией в Палаццо Дукале 28 марта 1649 года, де Сантис вернулся в Венецию, вероятно, в 1651 году после кружного путешествия, которое привело его из Исфахана в Тарку, где ему было отказано в разрешении пересечь российскую территорию, и Джоэрида предстал перед Коллегией 28 марта 1650 года, ровно через год после отца Антонио. Три посланника привезли письма, в которых подтверждалась дружба шаха, но не содержалось никаких определенных обязательств по военному союзу. Впоследствии обмен письмами между двором Сефевидов и венецианским сенатом осуществлялся в основном через миссионеров или других представителей католического духовенства. Письма к шаху были доверены анонимному посланнику в 1661 году, армянину вардапету Аракелу в 1662 году и доминиканскому отцу Антонио Тани в 1663 году. Письмо, отправленное в 1661 году, содержало просьбу присоединиться к Венеции в конфликте против Османов, в то время как в 1663 году сенаторы не сочли уместным излагать такое увещевание в письменной форме. Аракелу было поручено устно изложить шаху то, что он узнал «из сердец» сенаторов. В 1669 году архиепископ Нахичевана Матеос Аваник отправился к Сефевидам, а в 1673 году два армянских отца-доминиканца прибыли в Венецию с письмами от шаха и архиепископа Матеоса. Последний сообщил Сенату, что он умолял шаха о нападении на Османов согласно «приказу ваших превосходительств». но затем пришло известие о падении Крита и окончании войны, к разочарованию шаха Сулеймана I.
Двум доминиканцам было вручено ответное письмо шаху. По словам Берше, это была последняя дипломатическая миссия Сефевидов, посетившая Венецию. В последующие годы, в частности, во время войны Священной лиги, к Сефевидам были отправлены другие письма, доставленные неизвестным гонцом в 1695 году, а также двумя папскими посланниками, Пьетро Паоло Пиньятелли в 1697 году и Феличе Марией да Селлано в 1699 году. Только первое из этих писем призывало шаха вступить в войну, в то время как два других просто подтверждали добрую привязанность Венеции к нему. Во время последнего османско-венецианского конфликта, вторую Морейскую войну, Сефевидам не было сделано никаких предложений о союзе. Однако в конце 1718 года Сенат направил шаху Султану Хусейну письмо с просьбой защитить миссионеров-капуцинов и армян-католиков Тифлиса от нападений григорианских армян.